# Station Bénestroff
Station is een spoorwegstation in de Franse gemeente Bénestroff.